# 대니 푸디
대니 푸디(Danny Pudi, 1979년 3월 30일 ~ )는 미국의 배우이다.

## 작품 목록
- 스타트렉 비욘드
- 스머프: 비밀의 숲
- 커뮤니티